# 越後中里駅
越後中里駅（えちごなかざとえき）は、新潟県南魚沼郡湯沢町大字土樽にある、東日本旅客鉄道（JR東日本）上越線の駅である。
駅裏手の湯沢中里スノーリゾートに直結している。
一部当駅止まりの電車も設定されている。

## 歴史
- 1931年（昭和6年）9月1日：日本国有鉄道（国鉄）上越線水上 - 越後湯沢間開通時に開業[1]。一般駅[1]。
- 1960年（昭和35年）3月末：ホームをかさ上げ[2]。
- 1965年（昭和40年）12月21日：東口を開設[3]。
- 1970年（昭和45年）12月15日：貨物の取り扱いを廃止（旅客駅となる）[1]。
- 1980年（昭和55年）12月1日：2代目駅舎に改築。
- 1984年（昭和59年）2月1日：荷物の取り扱いを廃止[1]。
- 1987年（昭和62年）4月1日：国鉄分割民営化により、JR東日本の駅となる[1]。

## 駅構造
単式ホーム1面1線と島式ホーム1面2線、計2面3線のホームを有する地上駅である。1980年（昭和55年）築の駅舎は、コンクリート造りの平屋建てとなっており、単式ホーム（1番線）に接して設置されている。なお、2つのホームは跨線橋で連絡しており、その跨線橋から駅舎とは別に東口への通路が延びている。また、東口は湯沢中里スキー場「中里スキーセンター」内に設けられている。
越後湯沢駅管理の無人駅で、駅構内には窓口と有人改札口（いずれも閉鎖）、観光案内所、化粧室、乗車駅証明書発行機などがあり、スキーシーズンの繁忙期にはリフト券の売場も設けられる。ワンマン運転の列車は当駅までの運行で、当駅は有人駅扱いで全てのドアから乗降可能である。なお、以前は駅構内にに立ち食いそば屋が出店していたが、現在は撤退している。

### のりば
| 番線 | 路線    | 方向 | 行先               | 備考     |
| ---- | ------- | ---- | ------------------ | -------- |
| 1    | ■上越線 | 下り | 越後湯沢・長岡方面 |          |
| 2    | ■上越線 | 下り | 越後湯沢・長岡方面 | 当駅始発 |
| 3    | ■上越線 | 上り | 土樽・水上方面     |          |

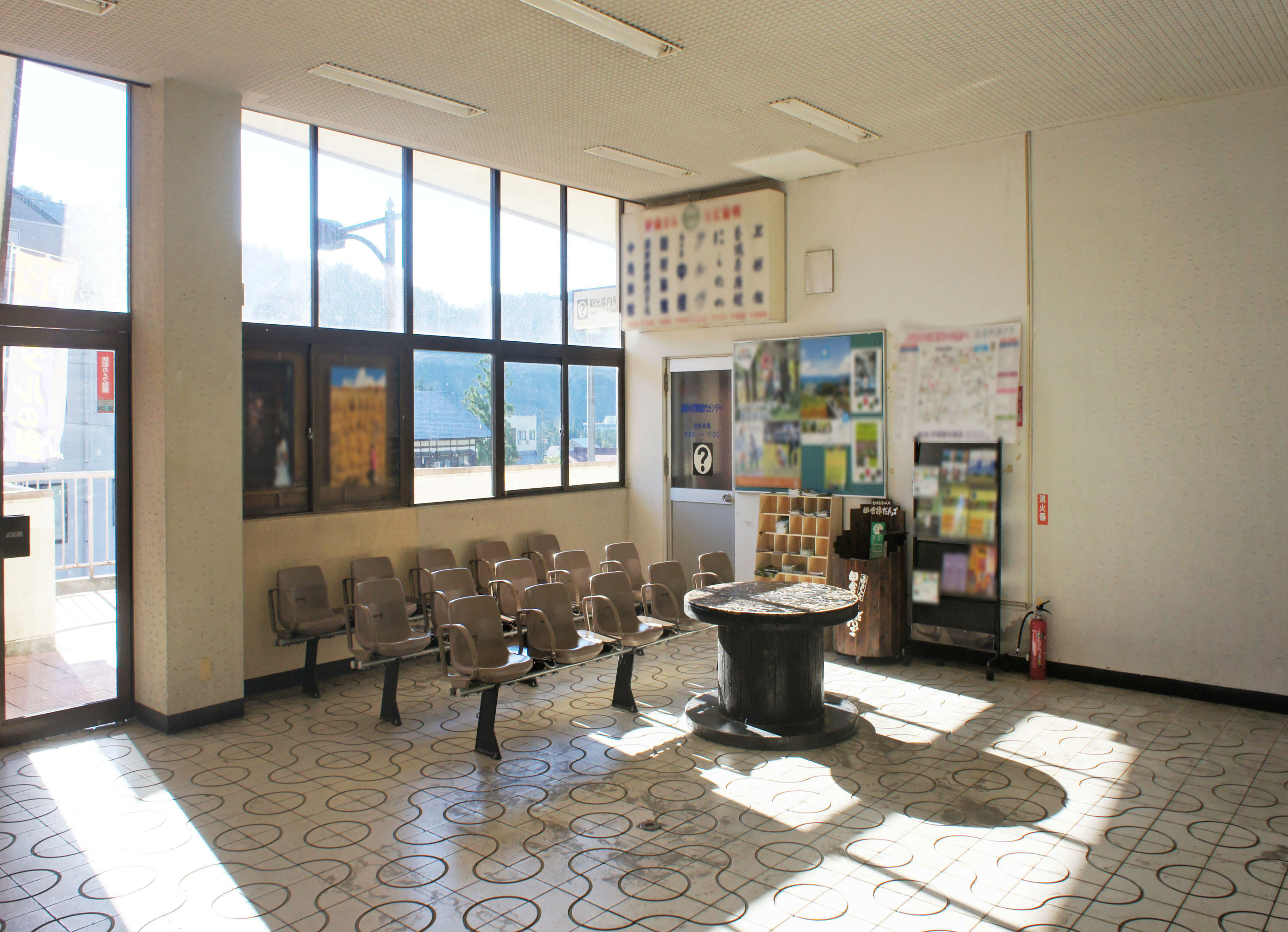
待合室（2021年7月）
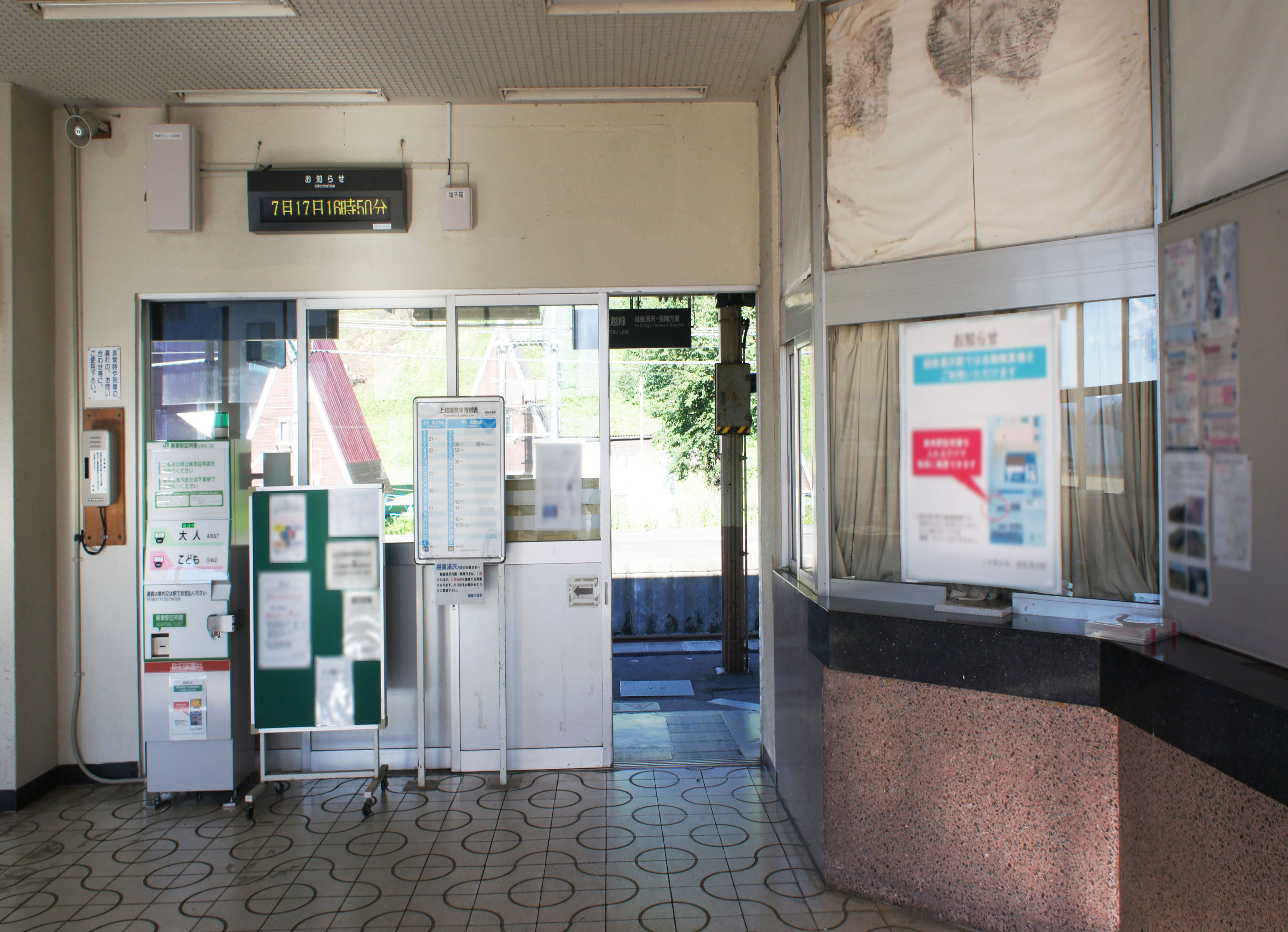
改札口（2021年7月）
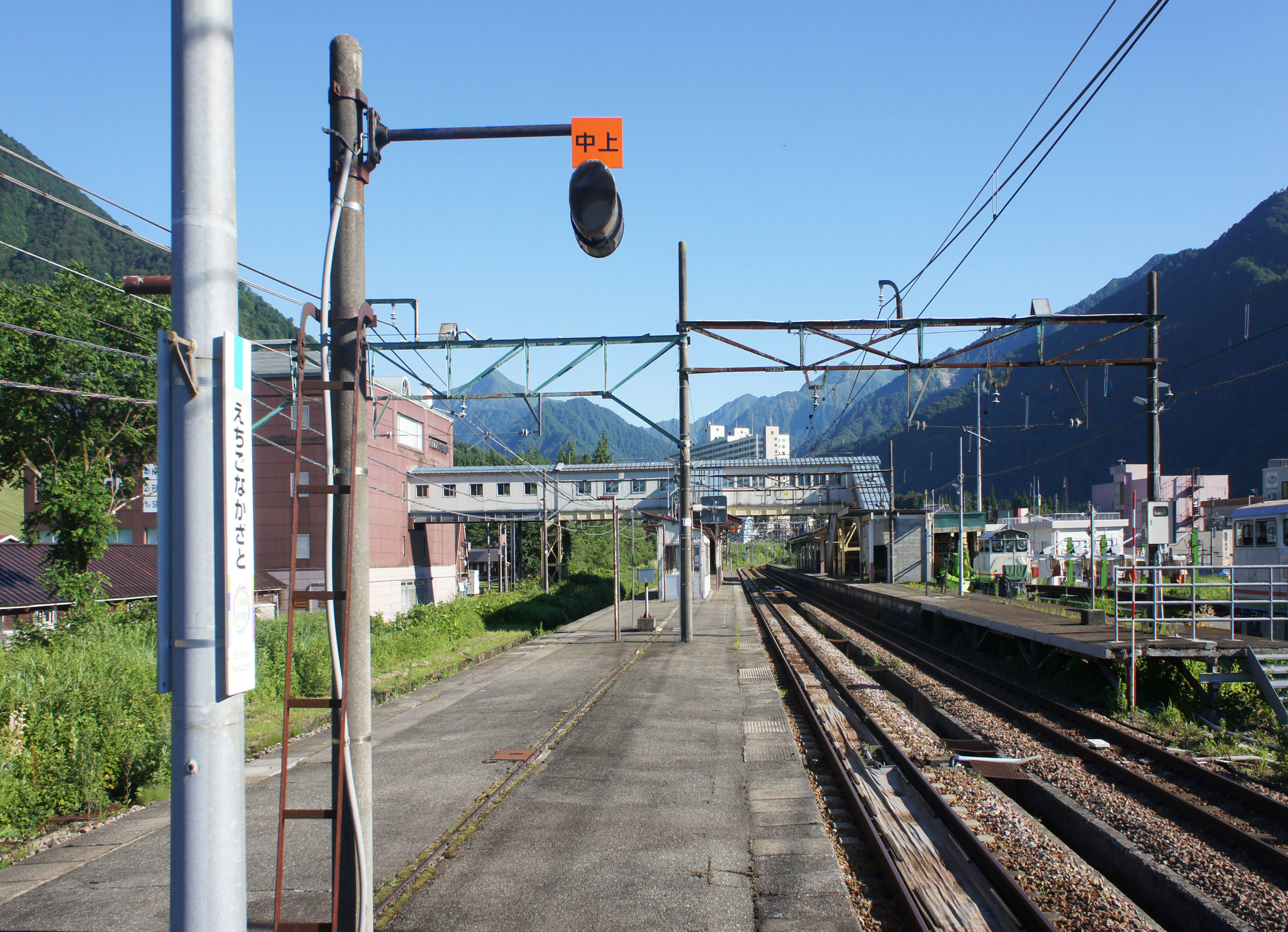
ホーム（2021年7月）

## 駅周辺

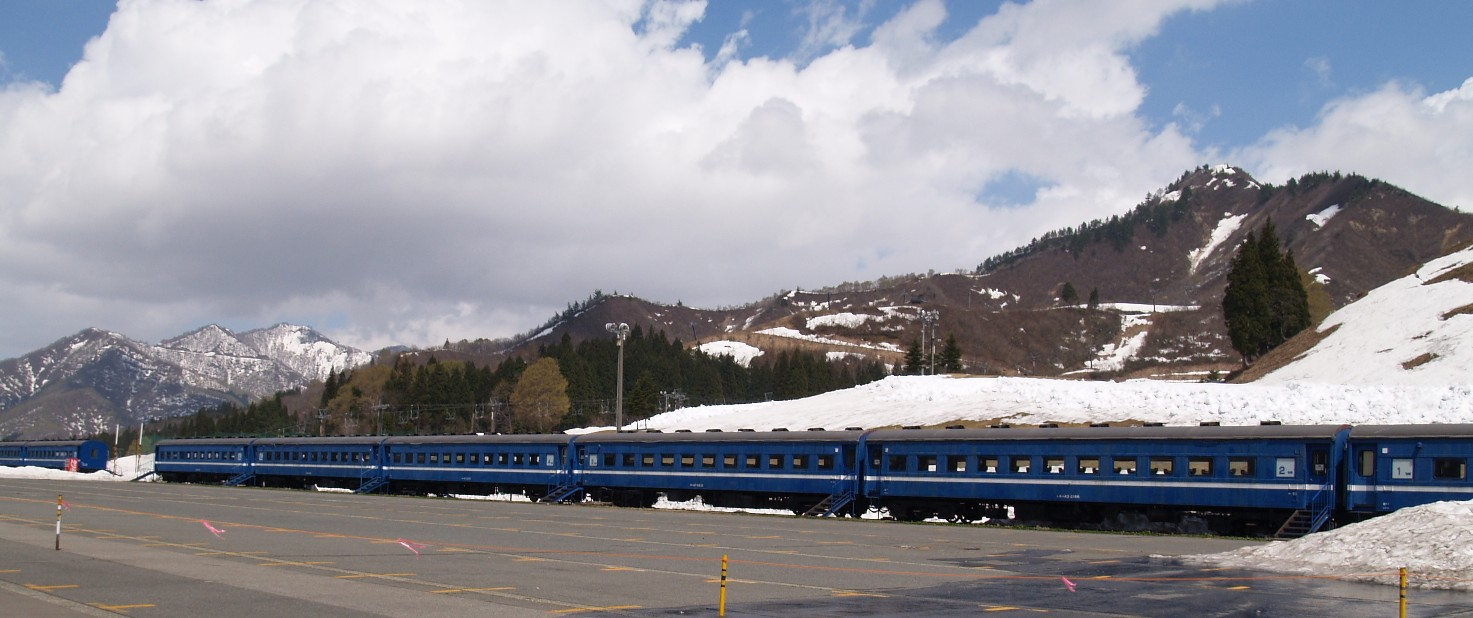
客車を利用した休憩所は当駅からも見ることができる（2005年4月）

西口周辺には郵便局や警察駐在所、宿泊施設が立地し、魚野川沿いを中心に大型のマンションも立地する。
- 湯沢中里スノーリゾート - 東口（中里スキーセンター）直結。夏季にもゴルフやフォレストアドベンチャーなど様々なアクティビティが行われている。
旧型客車（スハ43系）が休憩室として利用されている。これは1984年（昭和59年）12月ごろに設置されたものである[5]。
- 中里スノーウッドスキー場
- ホテル エンゼルグランディア越後中里 - 当駅から南東に0.3 km、徒歩5分。ホテルはスキー場の目の前に立地する。シャトルバスで湯沢中里スノーリゾートと結ばれている[6][7]。
- 瑞祥庵 - 当駅から西に徒歩12 - 15分。石川雲蝶の仁王像が安置されていることで知られる。
- 湯沢中里ホタルの里 - 当駅から西に徒歩15 - 20分ほどの場所において、6 - 7月ごろにホタルを鑑賞できる[8]。
- 湯沢フィッシングパーク - 当駅から北西に1.5 km、徒歩25 - 30分。

## バス路線
西側（スキー場とは反対側）の出口から徒歩1 - 2分に位置する「中里駅角」バス停（YT18）にて、越後交通グループの南越後観光バスが運行する路線バス（YT 湯沢 = 湯沢学園 = 中里 = 土樽線）が発着していたが、2024年（令和6年）9月30日をもって運行を終了した。

## 隣の駅
東日本旅客鉄道（JR東日本）
■上越線
土樽駅 - 越後中里駅 - 岩原スキー場前駅